# Hypocoela lurida
Hypocoela lurida är en fjärilsart som beskrevs av Claude Herbulot 1956. Hypocoela lurida ingår i släktet Hypocoela och familjen mätare. Inga underarter finns listade i Catalogue of Life.